# Réseau interurbain de la Savoie
Cars Région Savoie, anciennement Belle Savoie Express, est le nom commercial du réseau interurbain du département de la Savoie, en région Auvergne-Rhône-Alpes. Ce dernier dessert la plupart des communes du département ainsi que les communes d’Aoste et de Pontcharra, situées en Isère, mais aussi les communes de Cusy et Allèves, situées en Haute-Savoie, à l’aide d’un réseau composé de 7 lignes régulières et de 26 lignes saisonnières ainsi que d’un service de transport à la demande.
Créé dans les années 1980, son exploitation est assuré par plusieurs transporteurs privés pour le compte de la région Auvergne-Rhône-Alpes, qui en a repris la gestion au conseil départemental le 1er septembre 2017 à la suite de la mise en application de la Loi NOTRe.

## Histoire

### Les débuts et le développement rapide du réseau
Le réseau est créé dans les années 1980 à la suite de la mise en application de la Loi d’orientation des transports intérieurs (LOTI).
Les Jeux Olympiques d'Albertville de 1992, ont apporté à l'ensemble du département d'importantes améliorations des infrastructures. Tout d'abord, au réseau routier, avec l'ouverture de l'A430 ainsi que son prolongement 2 × 2 voies sur la N90 entre Albertville et Moutiers, en 1991. L'évènement a également permis l'aménagement de 8 gares routières (Aime, Bourg-Saint-Maurice, Albertville, Moûtiers, Aix-les-Bains, Modane, Saint-Jean-de-Maurienne et Saint-Michel-de-Maurienne) qui ont permis d'améliorer l'organisation, pour la clientèle touristique, des correspondances entre le réseau SNCF et les lignes départementales de desserte des stations.
En 2007, le réseau comprenais 44 lignes régulières ouvertes au public, 34 lignes saisonnières et 37 lignes hebdomadaires. Ces dernières ne circulaient que les jours de marché, entre des communes et le chef-lieu de canton le plus proche, dans laquelle le marché se tenait.

### Une nouvelle identité:Belle Savoie Express
En septembre 2009, afin de rendre le réseau plus visible et de renforcer l’offre de transports dans le département, le conseil général dote le réseau interurbain d’une nouvelle identité. Il prend le nom de Belle Savoie Express et les véhicules sont dotés d’une livrée spécifique, composée du logo aux feuilles vertes. Ce même mois, une centrale de mobilité, nommée Mobisavoie, voit le jour avec l’objectif de favoriser l’intermodalité dans le département en regroupant les informations sur les différents moyens de déplacements existants (réseaux urbains et interurbains, vélos, TER, covoiturage,…).
Au 1er septembre 2009, ce ne sont pas moins de 41 lignes (8 lignes régulières et 33 lignes saisonnières) qui sont lancées et qui reprennent pour la plupart d'entre elles les tracés de celles déjà existantes. Une numérotation alphanumérique est mise en place, qui utilise la première lettre du secteur de la ligne :
- C1 à C9 : Lignes autour de Chambéry ;
- A1 à A5 : Lignes autour d'Albertville ;
- M1 à M12 : Lignes en Maurienne ;
- T1 à T15 : Lignes en Tarentaise.

Le 2 septembre 2013, la 42ème ligne du réseau Belle Savoie Express est mise en place. Cette ancienne ligne scolaire s'ouvre au public, tout en conservant son indice C12. La ligne relie Chambéry à la commune d'Aoste, en Isère, en passant par les communes de Saint-Genix-sur-Guiers et Belmont-Tramonet, dans l'avant pays savoyard.

### La reprise de certaines lignes par les collectivités locales
En 2014, plusieurs lignes disparaissent du réseau, en raison de leurs faibles fréquentation. C'est le cas des lignes A4 (Albertville <> Megève), M2 (Saint-Avre <> Saint-Colomban-des-Villards), et M3 (Saint-Jean-de-Maurienne <> Les Bottières).
D'autres sont reprises par les collectivités locales, comme les lignes :
- C8 (Chambéry <> Les Desserts), reprise par la communauté de commune de Chambéry, et renumérotée 210.
- M7 (Saint-Jean-de-Maurienne <> Les Karellis), reprise par la Communauté de Communes Cœur de Maurienne ;
- T10 (Landry <> Peisey-Nancroix), reprise par la navette skibus effectuant le même trajet ;
- T11 (Bourg-Saint-Maurice <> Les Arcs), reprise par les navettes skibus des Arcs.

En septembre 2019, les 4 lignes restantes autour d'Albertville (A1, A2, A3 et A5) sont reprises par la Communauté d'agglomération Arlysère, et sont intégrées au réseau Transports Région Arlysère.

### Le transfert du réseau du département à la région
Dans le cadre de la Loi NOTRe, la compétence transports est transférée à la région au 1er septembre 2017. Le conseil départemental de la Savoie perd donc la gestion du réseau interurbain au profit du conseil régional d'Auvergne-Rhône-Alpes, qui décide de maintenir les réseaux départementaux préexistants.
En novembre 2020, le réseau Belle Savoie Express devient Cars Région Savoie.
Au 1er septembre 2021, la numérotation alphanumérique existante est remplacée la nouvelle numérotation alphanumérique régionale, avec la lettre « S » et une logique sectorielle reprenant le concept existant mais avec une sectorisation plus précise :
- S01 à S19 : Lignes autour de Chambéry ;
- S30 à S39 : Lignes de la Maurienne en correspondance aux gares de Saint-Avre et Saint-Jean-de-Maurienne ;
- S40 à S49 : Lignes de la Maurienne en correspondance à la gare de Saint-Michel - Valloire ;
- S50 à S59 : Lignes de la Maurienne en correspondance à la gare de Modane ;
- S60 à S69 : Lignes de la Tarentaise en correspondance à la gare de Moûtiers ;
- S70 à S79 : Lignes de la Tarentaise en correspondance à la gare d'Aime-La-Plagne ;
- S80 à S89 : Lignes de la Tarentaise en correspondance à la gare de Bourg-Saint-Maurice.

### Le réseau depuis la rentrée 2023
Plusieurs nouveautés ont été mises en place sur le réseau, le 1er septembre 2023. Elles concernent les lignes qui desservent Chambéry.
Tout d'abord, l'offre des lignes S01 et S04 a augmenté et a été simplifiée, avec l'ajout de plusieurs allers-retours par jour, proposés toute l'année.
Une nouvelle ligne a été créée : la S05, qui reprend l'un des deux itinéraires de la ligne S03. En effet, à la suite de son scindement, cette dernière conserve uniquement l'itinéraire depuis Pontcharra, alors que celui depuis Chambéry est désormais effectué par cette nouvelle ligne S05.
Le 2 janvier 2024, la ligne S02 est totalement reprise par la ligne A73 du réseau Cars Région Ain.
En 2025, le réseau comporte 33 lignes (6 lignes régulières et 27 lignes saisonnières).

## Organisateurs du réseau

### Autorité organisatrice
La région Auvergne-Rhône-Alpes, née de la fusion des anciennes régions Auvergne et Rhône-Alpes, a été dotée de la compétence transport et est de fait responsable des transports en commun interurbains. Ses principales missions sont :
- Définir la politique des transports en commun dans le département (offre, tarification…) ;
- Déterminer les adaptations du réseau en fonction des besoins des habitants.

### Exploitation
Le réseau est exploité par plusieurs sociétés privées de transport dans le cadre de délégations de service public, attribués par lot pour des durées variables. Ces sociétés doivent :
- Mettre en œuvre la politique définie par la région ;
- Assurer la bonne gestion et exploitation du réseau (recrutement de personnel, formation, achats de véhicules…) ;
- Informer la clientèle des différents services qui lui sont proposés.

## Le réseau

### Territoire desservi
Le réseau interurbain dessert de nombreuses communes et reste cloisonné aux limites départementales, à l’exception de deux communes situées dans le département de l'Ain : Belley et Virignin, de deux communes situées dans le département de l’Isère : Aoste et Pontcharra, et de deux communes situées dans le département de la Haute-Savoie : Cusy et Allèves.

### Les lignes

#### Lignes régulières
| No  | Date d'ouverture   | Parcours                 | Parcours                                      | Matériel | Exploitant             |
| No  | Date d'ouverture   | Terminus 1               | Terminus 2                                    | Matériel | Exploitant             |
| --- | ------------------ | ------------------------ | --------------------------------------------- | -------- | ---------------------- |
| S01 | -                  | Chambéry - Gare routière | Saint-Alban-de-Montbel - Le Gué des Planches  | Autocars | Keolis Porte des Alpes |
| S03 | 1er septembre 2023 | Pontcharra - Gare SNCF   | Chamoux-sur-Gelon - École                     | Autocars | SNVA Europe Autocars   |
| S04 | -                  | Chambéry - Gare routière | Saint-Pierre-d'Entremont - Office du Tourisme | Autocars | Transports UTP         |
| S05 | 1er septembre 2023 | Chambéry - Gare routière | Chamoux-sur-Gelon - École                     | Autocars | SNVA Europe Autocars   |
| S06 | -                  | Chambéry - Gare routière | École - Chef-lieu                             | Autocars | Voyages Francony       |
| S07 | 2 septembre 2013   | Chambéry - Gare routière | Aoste - Le Village                            | Autocars | Autocars Faure         |

#### Lignes saisonnières
| No  | Date d'ouverture | Parcours                         | Parcours                          | Matériel | Exploitant     |
| No  | Date d'ouverture | Terminus 1                       | Terminus 2                        | Matériel | Exploitant     |
| --- | ---------------- | -------------------------------- | --------------------------------- | -------- | -------------- |
| S10 | -                | Chambéry - Gare routière         | Aix-les-Bains - Place des Thermes | Autocars | SAT Autocars   |
| S11 | -                | Aix-les-Bains - Gare SNCF        | La Féclaz - Centre Station        | Autocars | Voyages LOYET  |
| S12 | -                | Aix-les-Bains - Place Clemenceau | Les Aillons-Margériaz - 1000      | Autocars | Transports UTP |

| No  | Date d'ouverture | Parcours                                | Parcours                                              | Matériel | Exploitant   |
| No  | Date d'ouverture | Terminus 1                              | Terminus 2                                            | Matériel | Exploitant   |
| --- | ---------------- | --------------------------------------- | ----------------------------------------------------- | -------- | ------------ |
| S30 | -                | Saint-Avre - Gare SNCF                  | Saint-François-Longchamp - Montgellafrey - La Pérelle | Autocars | Faure Savoie |
| S31 | -                | Saint-Jean-de-Maurienne - Gare routière | La Toussuire - Plein Soleil                           | Autocars | Faure Savoie |
| S32 | -                | Saint-Jean-de-Maurienne - Gare routière | Saint-Sorlin-d'Arves - L'Orée des pistes              | Autocars | Faure Savoie |
| S33 | -                | Saint-Jean-de-Maurienne - Gare routière | Albiez-Montrond - La Saussaz                          | Autocars | Faure Savoie |
| S34 | 18 décembre 2021 | Saint-Jean-de-Maurienne - Gare routière | Les Karellis - Arrêt Bus 3                            | Autocars | Trans-Alpes  |

| No  | Date d'ouverture | Parcours                                  | Parcours           | Matériel | Exploitant      |
| No  | Date d'ouverture | Terminus 1                                | Terminus 2         | Matériel | Exploitant      |
| --- | ---------------- | ----------------------------------------- | ------------------ | -------- | --------------- |
| S40 | -                | Saint-Michel-de-Maurienne - Gare routière | Valloire - Verneys | Autocars | Transdev Savoie |
| S41 | -                | Saint-Michel-de-Maurienne - Gare routière | Valmeinier - 1800  | Autocars | Transdev Savoie |

| No  | Date d'ouverture | Parcours               | Parcours                       | Matériel | Exploitant      |
| No  | Date d'ouverture | Terminus 1             | Terminus 2                     | Matériel | Exploitant      |
| --- | ---------------- | ---------------------- | ------------------------------ | -------- | --------------- |
| S50 | -                | Modane - Gare routière | Valfréjus - Office du Tourisme | Autocars | Transdev Savoie |
| S51 | -                | Modane - Gare routière | La Norma - Rond-point          | Autocars | Transdev Savoie |
| S52 | -                | Modane - Gare routière | Val Cenis - Office du Tourisme | Autocars | Transdev Savoie |
| S53 | -                | Modane - Gare routière | Bonneval-sur-Arc - Patinoire   | Autocars | Transdev Savoie |

| No  | Date d'ouverture | Parcours                 | Parcours                      | Matériel | Exploitant                 |
| No  | Date d'ouverture | Terminus 1               | Terminus 2                    | Matériel | Exploitant                 |
| --- | ---------------- | ------------------------ | ----------------------------- | -------- | -------------------------- |
| S61 | -                | Moûtiers - Gare routière | La Léchère - Doucy Station    | Autocars | Doucy Bus                  |
| S62 | -                | Moûtiers - Gare routière | Valmorel                      | Autocars | Alpbus Fournier (RATP Dev) |
| S63 | -                | Moûtiers - Gare routière | Les Ménuires / Val Thorens    | Autocars | Alpbus Fournier (RATP Dev) |
| S64 | -                | Moûtiers - Gare routière | Les Allues - Méribel-Mottaret | Autocars | Alpbus Fournier (RATP Dev) |
| S65 | -                | Moûtiers - Gare routière | Courchevel - 1850             | Autocars | Alpbus Fournier (RATP Dev) |
| S66 | -                | Moûtiers - Gare routière | Pralognan-la-Vanoise          | Autocars | Alpbus Fournier (RATP Dev) |

| No  | Date d'ouverture | Parcours                       | Parcours                            | Matériel | Exploitant    |
| No  | Date d'ouverture | Terminus 1                     | Terminus 2                          | Matériel | Exploitant    |
| --- | ---------------- | ------------------------------ | ----------------------------------- | -------- | ------------- |
| S70 | -                | Aime-la-Plagne - Gare routière | Aime-la-Plagne - Le Dou de la Ramaz | Autocars | Voyages LOYET |
| S71 | -                | Aime-la-Plagne - Gare routière | Aime-la-Plagne - Aime 2000          | Autocars | Voyages LOYET |
| S72 | -                | Landry - Gare routière         | La Plagne-Tarentaise - Les Coches   | Autocars | Voyages LOYET |

| No  | Date d'ouverture | Parcours                            | Parcours                            | Matériel | Exploitant      |
| No  | Date d'ouverture | Terminus 1                          | Terminus 2                          | Matériel | Exploitant      |
| --- | ---------------- | ----------------------------------- | ----------------------------------- | -------- | --------------- |
| S80 | -                | Bourg-Saint-Maurice - Gare routière | Montvalezan - La Rosière            | Autocars | Transdev Martin |
| S81 | -                | Bourg-Saint-Maurice - Gare routière | Sainte-Foy-Tarentaise - Bataillette | Autocars | Transdev Martin |
| S82 | -                | Bourg-Saint-Maurice - Gare routière | Val d'Isère - Gare routière         | Autocars | Transdev Martin |
| S83 | -                | Bourg-Saint-Maurice - Gare routière | Tignes - Val Claret                 | Autocars | Transdev Martin |

#### Anciennes lignes
| No  | Date d'ouverture | Date de fermeture | Parcours                 | Parcours                   | Matériel | Dernier exploitant   |
| No  | Date d'ouverture | Date de fermeture | Terminus 1               | Terminus 2                 | Matériel | Dernier exploitant   |
| --- | ---------------- | ----------------- | ------------------------ | -------------------------- | -------- | -------------------- |
| S02 | -                | 30 décembre 2023  | Chambéry - Gare routière | Belley - Boulevard du Mail | Autocars | SAT Autocars         |
| S03 | -                | 31 août 2023      | Chambéry - Gare routière | Chamoux-sur-Gelon - École  | Autocars | SNVA Europe Autocars |

### Interconnexion avec les autres réseaux

#### Réseaux urbains
Le réseau Cars Région Savoie entre en correspondance avec les différents réseaux urbains du département.
La Ronde (Bourg-Saint-Maurice)
Les lignes S80 à S83 ont comme terminus la gare SNCF de Bourg-Saint-Maurice, qui est un arrêt de passage des deux lignes de La Ronde.
Ondéa Grand Lac (Aix-les-Bains)
Les lignes S06 et S10 à S12 desservent la gare SNCF d'Aix-les-Bains, qui voit le passage des trois lignes structurantes du réseau Ondéa Grand Lac.
Synchro BUS (Chambéry)
Les lignes S01, S04 à S07, et S10 arrivent et partent de la gare routière de Chambéry. Cette dernière n'est pas desservie par le réseau Synchro BUS, mais la correspondance peut se réaliser au pôle d'échange sur le parvis de la gare SNCF, situé à environ 5 minutes à pied de la gare routière.

#### Réseau régional
Cars Région Isère
Deux lignes du réseau interurbain Cars Région Isère entrent en correspondance avec les lignes Cars Région Savoie. Il s’agit des lignes :
- T41 (auparavant 7010), qui relie Voiron à la gare routière de Chambéry. Elle dessert des arrêts à Chambéry, Cognin, ainsi que les villages le long de la Route départementale 1006 jusqu'à la commune de Les Échelles.
- T83 (auparavant 6060), qui relie la gare routière de Chambéry à Grenoble. Elle dessert des arrêts à Chambéry, Bassens, Saint-Alban-Leysse, La Ravoire, Challes-les-Eaux et Saint-Jeoire-Prieuré.

Cars Région Ain
Une ligne du réseau interurbain Cars Région Ain, la A73 (auparavant 173), relie Belley à la gare routière de Chambéry. Elle est l’unique ligne du réseau interurbain de l’Ain à entrer dans le département. Elle dessert plusieurs arrêts de l'ancienne ligne S02 sur les communes de Yenne, Saint-Jean-de-Chevelu, et Le Bourget-du-Lac .

### Accessibilité aux personnes à mobilité réduite

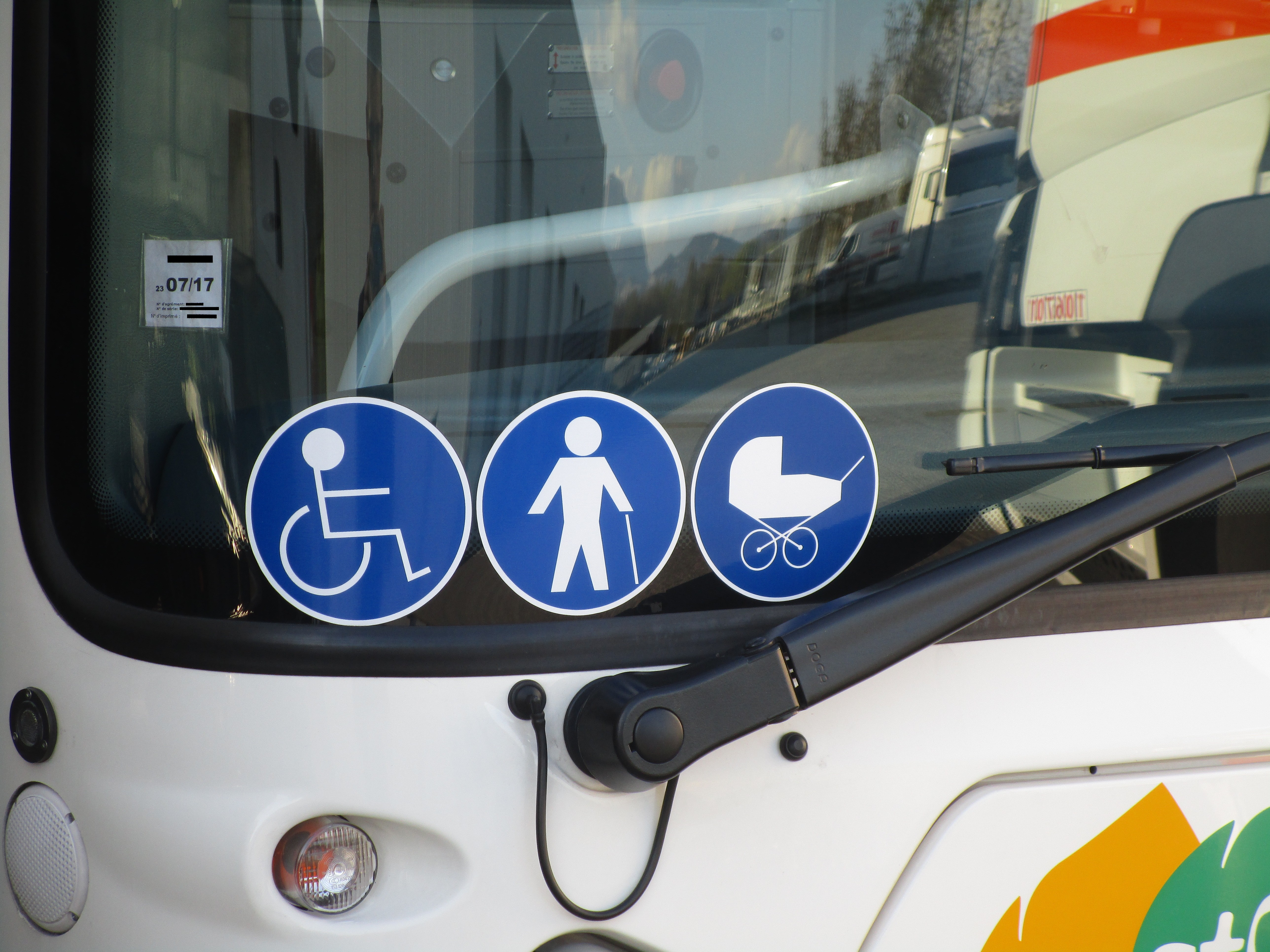
Les logos signalant la présence d’aménagement pour les PMR sur le pare-brise d’un bus.

### Arrêts
En 2009, au moment de son changement d’identité, le réseau interurbain comptait plus de 300 arrêts.

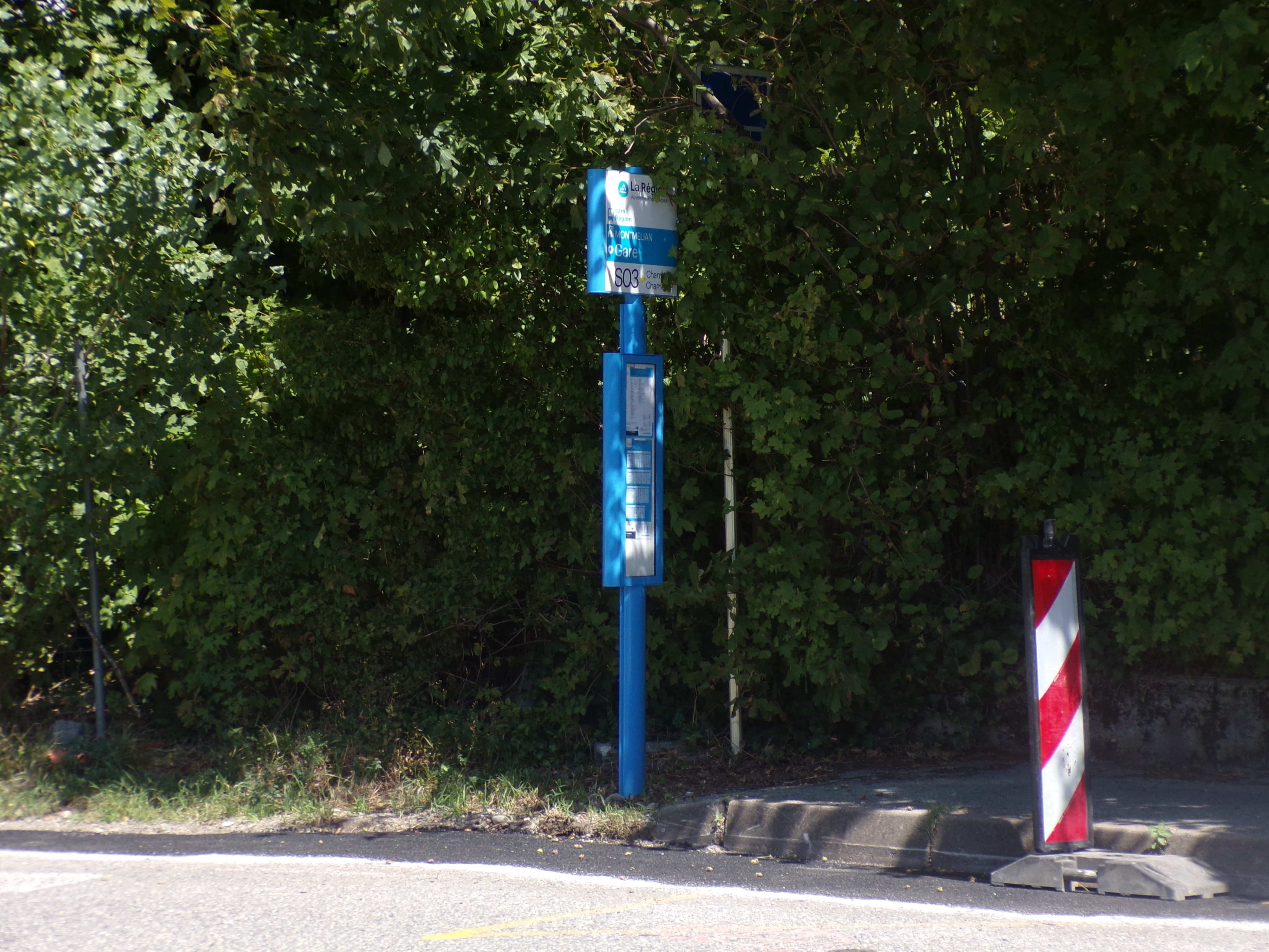
Un poteau d'arrêt du réseau Cars Région Savoie, à Montmélian.

Depuis 2021, les arrêts du réseau Cars Région Savoie sont passés aux couleurs de la région Auvergne-Rhône-Alpes.

## Identité visuelle

### Logos

Logo de 2009 à 2017.
Logo de 2017 à 2020
Logo depuis 2020

### Livrée des véhicules
La livrée des véhicules était blanche, composée uniquement des logos du réseau, du conseil général (devenue le conseil départemental) de la Savoie et de la centrale de mobilité Mobisavoie. Toutefois, ce dernier n’était pas forcément présent.
Certains véhicules n'avaient qu’une bande verte sur toute la longueur, ce qui était assez rare.
Ces variantes de la livrée Belle Savoie Express ont été remplacées par la livrée régionale Cars Région.

## Intermodalité

### Citiz: autopartage

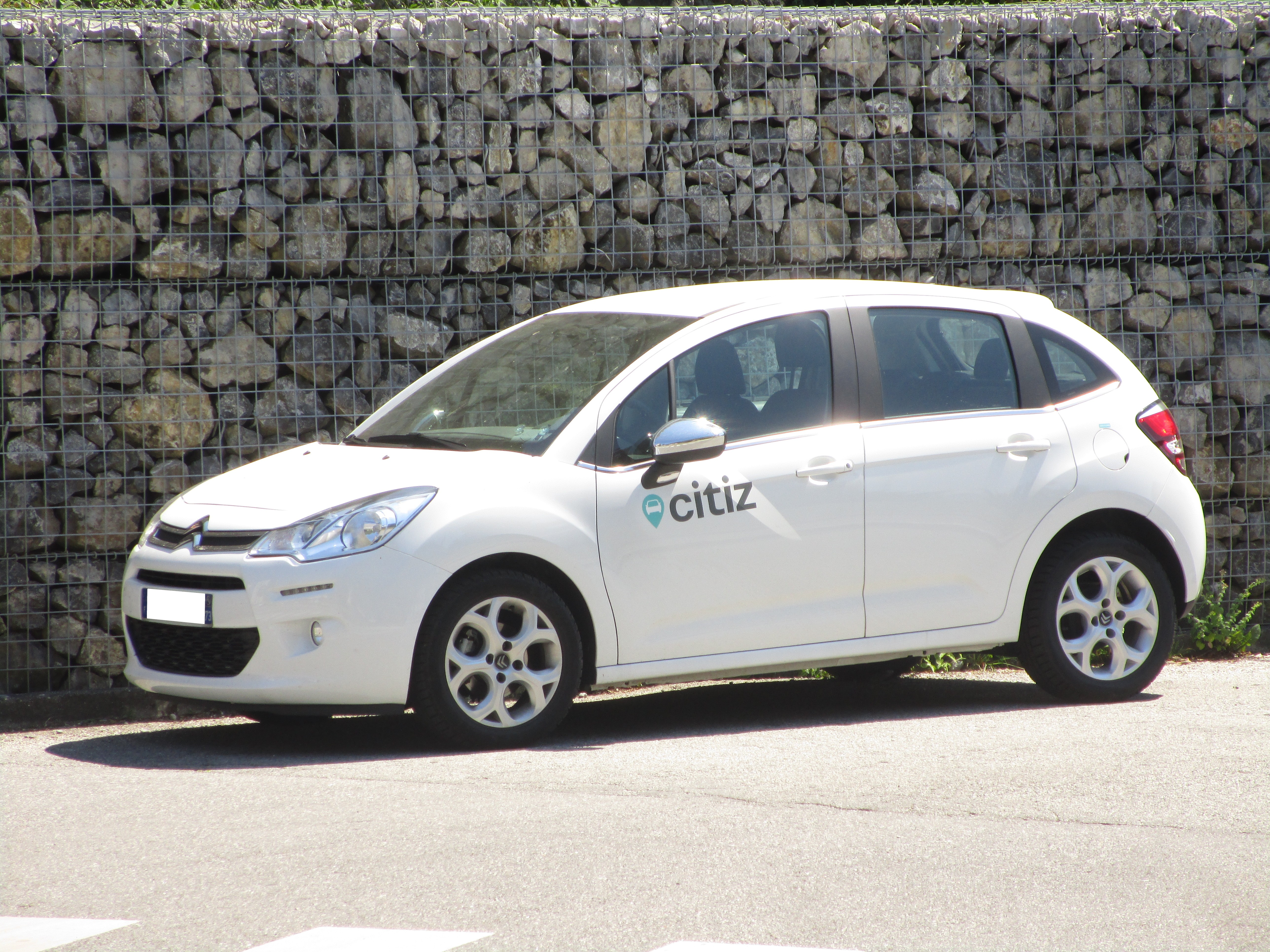
Une voiture Citiz à Montmélian en 2017.

Depuis mai 2008, un service d’autopartage est disponible sur le territoire départemental. D’abord connu sous le nom de Car Liberté, il devient Cité Lib en 2011 afin de s’aligner sur le nom utilisé à l’échelle de la région Rhône-Alpes. Depuis 2016, il porte le nom Citiz et est géré par la Société coopérative d’intérêt collectif (SCIC) Citiz Alpes-Loire. Il permet de louer, via internet ou par téléphone, une voiture pour une durée plus ou moins longue. Celles-ci disposent de places de stationnement réservées.
En septembre 2018, le service compte une trentaine de stations dans le département. Celles-ci sont principalement installées au sud du Lac du Bourget : Chambéry et son agglomération en compte près de 25, Aix-les-Bains en a 3 tandis que Le Bourget-du-Lac et Montmélian disposent de 2 voitures Citiz chacune. La station la plus à l’est se situe dans le massif des Bauges, plus précisément au Châtelard.

## Exploitation

### État de parc
| Véhicule                              | Exploitant                 | Nombre      | Date de mise en service sur le réseau | Ligne(s)                |
| ------------------------------------- | -------------------------- | ----------- | ------------------------------------- | ----------------------- |
| Cento Bus School                      | Doucy Bus                  | 1           | Novembre 2021                         | S61                     |
| Erener Revolution                     | SNVA Europe Autocars       | 1           | Février 2024                          | S05                     |
| Irizar i6                             | Faure Savoie               | 2           | Septembre 2021                        | S31 S32 S33             |
| Iveco Crossway Pop                    | Autocars FAURE             | 1 (de 2019) | Mars 2019                             | S07                     |
| Iveco Crossway Pop                    | Autocars FAURE             | 2 (de 2020) | Janvier / Février 2024                | S07                     |
| Iveco Crossway Pop                    | Autocars FAURE             | 3 (de 2022) | Mars / Avril 2023                     | S07                     |
| Iveco Evadys                          | Faure Savoie               | 5           | Février 2022                          | S30 S31 S32 S33         |
| MAN Lion's Coach R07                  | Transdev Savoie            | 2           | Décembre 2021                         | S41 S53                 |
| MAN Lion's Coach C R10                | Transdev Martin            | 4           | Décembre 2021                         | S83                     |
| MAN Lion's Coach C R10                | Transdev Savoie            | 5           | Décembre 2021                         | S40 S41 S50 S51 S52 S53 |
| MAN Lion's Intercity C R62            | Keolis Porte des Alpes     | 6           | Septembre 2019                        | S01                     |
| Mercedes-Benz Intouro M (2014)        | SNVA Europe Autocars       | 1           | Septembre 2014                        | S05                     |
| Mercedes-Benz Intouro M (2014)        | Voyages Francony           | 1           | Juin 2022                             | S06                     |
| Mercedes-Benz Intouro M (2014)        | Transports UTP             | 2           | Octobre 2023                          | S04                     |
| Mercedes-Benz Intouro L (2014)        | SNVA Europe Autocars       | 1           | Septembre 2018                        | S05                     |
| Mercedes-Benz Intouro M (2020)        | SNVA Europe Autocars       | 1           | Octobre 2023                          | S05                     |
| Mercedes-Benz Tourismo RHD (2018)     | Alpbus Fournier (RATP Dev) | 5           | Décembre 2021                         | S62 S63 S64 S65 S66     |
| Mercedes-Benz Tourismo RHD-M/2 (2018) | Alpbus Fournier (RATP Dev) | 9           | Décembre 2021                         | S62 S63 S64 S65 S66     |
| Temsa HD 12                           | Doucy Bus                  | 1           | Juillet 2021                          | S61                     |

| Véhicule                          | Dernier exploitant         | Nombre      | Date de mise en service sur le réseau | Date de retrait du réseau | Ligne(s) |
| --------------------------------- | -------------------------- | ----------- | ------------------------------------- | ------------------------- | -------- |
| Isuzu Kendo                       | SAT Autocars               | 3           | Janvier 2022                          | Juillet 2023              | S02      |
| Isuzu Kendo GNC                   | SAT Autocars               | 3           | Janvier 2022                          | Juillet 2023              | S02      |
| Iveco Crossway Line               | Transdev Savoie            | 1           | Septembre 2019                        | Août 2023                 | S04      |
| Iveco Crossway LE Line            | SAT Autocars               | 2           | Juillet 2023                          | Août 2023                 | S10      |
| Iveco Crossway Line NP            | Transports UTP             | 3           | Septembre 2023                        | Avril 2024                | S04      |
| Iveco Crossway Pop                | Alpbus Fournier (RATP Dev) | 1           | Décembre 2017                         | Août 2021                 | C2       |
| Iveco Crossway Pop                | Autocars FAURE             | 2 (de 2015) | Septembre 2015                        | Avril 2023                | S07      |
| Mercedes-Benz Intouro ME (2007)   | Alpes Découverte           | 1           | Novembre 2009                         | Août 2019                 | C4       |
| Mercedes-Benz Intouro ME (2007)   | SAT Autocars               | 1           | Octobre 2023                          | Décembre 2023             | S02      |
| Mercedes-Benz Intouro M (2014)    | Alpbus Fournier (RATP Dev) | 1 (de 2015) | Février 2019                          | Août 2021                 | C2       |
| Mercedes-Benz Intouro M (2014)    | Alpbus Fournier (RATP Dev) | 1 (de 2017) | Janvier 2018                          | Août 2021                 | C2       |
| Mercedes-Benz Intouro L (2014)    | SAT Autocars               | 3           | Juin 2021                             | Décembre 2023             | S10 S02  |
| Mercedes-Benz Tourismo RHD (2007) | SNVA Europe Autocars       | 1           | Janvier 2021                          | Juillet 2021              | C3       |
| Temsa HD 13                       | SAT Autocars               | 1           | Août 2023                             | Décembre 2023             | S02      |

#### Véhicules de démonstration
Le groupe Transdev a testé en mai 2018, sur la ligne entre Chambéry et Novalaise, un autocar électrique de type Yutong ICe12 et un autocar au gaz naturel de type Scania Interlink.

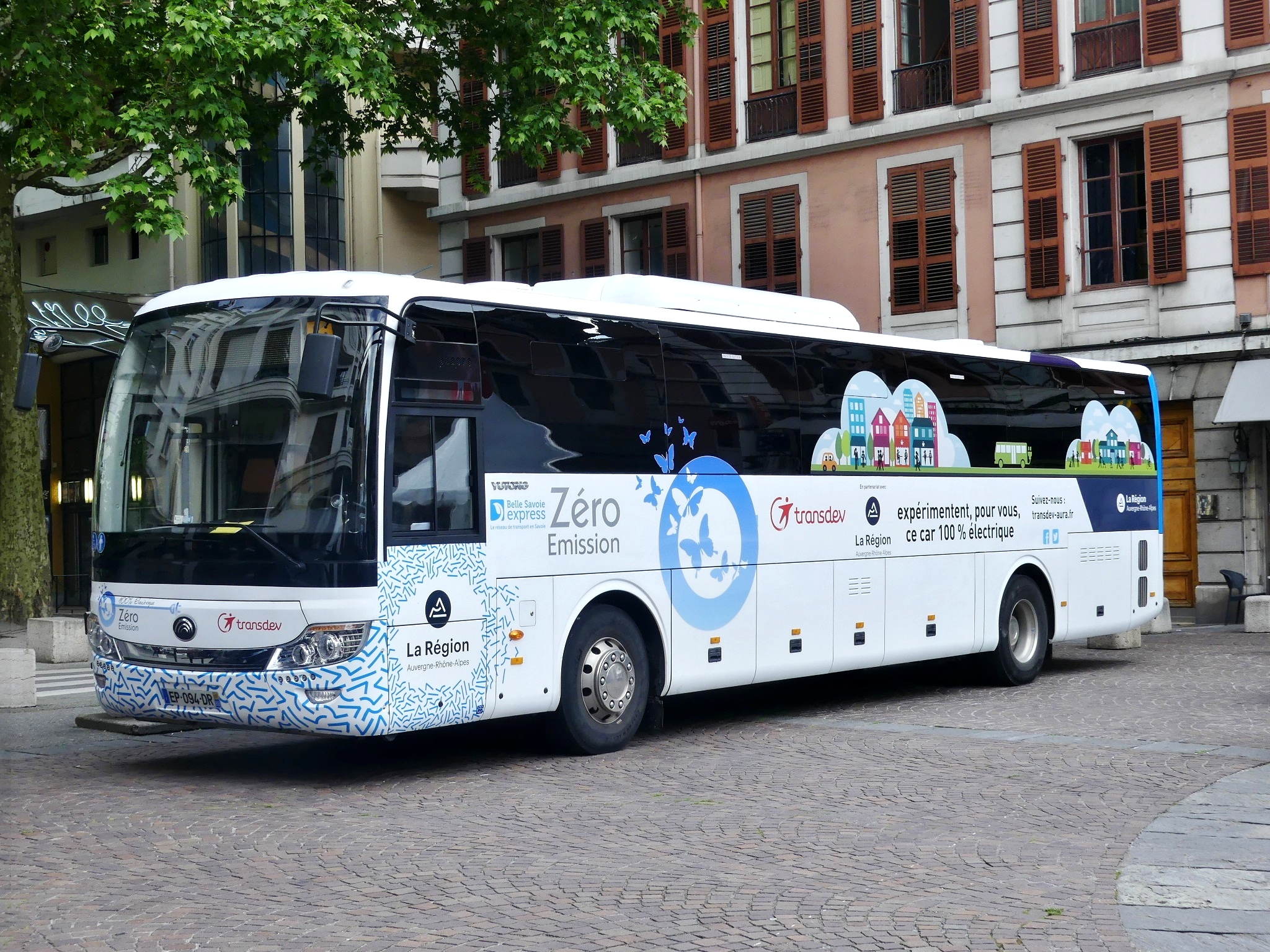
Un car électrique testé sur le réseau au printemps 2018.

### Tarification et financement
En 2005, le financement du département dans le transport public était de 20 millions d'euros.
Lors de la création de centrale de mobilité Mobisavoie, en septembre 2009, une grille tarifaire comprenant des réductions lors d'une réservation directement sur le site avait été adoptée :
|              | Age                                   | En gare routière | En gare routière | Sur www.mobisavoie.fr | Sur www.mobisavoie.fr |
| ------------ | ------------------------------------- | ---------------- | ---------------- | --------------------- | --------------------- |
| Ligne courte | Age                                   | Ligne longue     | Ligne courte     | Ligne longue          |                       |
| Aller simple | - 26 ans et travailleurs saisonniers  | 5,10 €           | 8,50 €           | 3,00 €                | 5,00 €                |
| Aller simple | + 26 ans                              | 6,00 €           | 10,00 €          | 6,00 €                | 10,00 €               |
| Aller-retour | - 26 ans et travailleurs saisonniers  | 10,20 €          | 17,00 €          | 6,00 €                | 10,00 €               |
| Aller-retour | + 26 ans                              | 10,80 €          | 18,00 €          | 9,00 €                | 15,00 €               |
| Abonnement   | - 26 ans et travailleurs saisonniers* | 30,00 €          | 50,00 €          | 30,00 €               | 50,00 €               |
| Abonnement   | + 26 ans                              | 30,00 €          | 50,00 €          | 30,00 €               | 50,00 €               |

Les tarifs ont depuis évolués et varient selon les secteurs.

#### Tarification sur les lignes à destination de Chambéry
La tarification générale en place jusqu'au 31 août 2023 :
| Tarifs                                 | Tarifs  |
| -------------------------------------- | ------- |
| Aller simple                           | 4,50 €  |
| Aller-retour                           | 8,00 €  |
| Abonnement mensuel                     | 44,00 € |
| Abonnement mensuel combiné Synchro BUS | 55,00 € |

Le 1er septembre 2023, une nouvelle grille tarifaire valable pour les lignes S01, et S03 à S07, a été adoptée. Elle comprend une réduction pour les usagers de moins de 26 ans.
| Tarifs                                 | Tarifs  |
| -------------------------------------- | ------- |
| Aller simple                           | 3,00 €  |
| Aller simple jeune (- 26 ans)          | 1,50 €  |
| Carnet 10 trajets                      | 23,00 € |
| Carnet 10 trajets jeune (- 26 ans)     | 11,50 € |
| Abonnement mensuel                     | 45,00 € |
| Abonnement mensuel jeune (- 26 ans)    | 22,50 € |
| Abonnement mensuel combiné Synchro BUS | 55,00 € |

#### Tarification sur les lignes saisonnières
La grille tarifaire en vigueur sur les lignes saisonnières, en Maurienne et en Tarentaise, actuellement :
| Modalités \ Lignes        | S30, S50 à S53, S70 et S72 | S31 à S34, S40, S41, S61 à S66, S71, et S81 à S83 |
| ------------------------- | -------------------------- | ------------------------------------------------- |
| Enfant (- 2 ans)          | Gratuit                    | Gratuit                                           |
| Aller simple (2 à 26 ans) | 5,60 €                     | 8,40 €                                            |
| Aller simple (+ 26 ans)   | 8,00 €                     | 12,00 €                                           |
| Aller-retour (2 à 26 ans) | 9,80 €                     | 14,00 €                                           |
| Aller-retour (+ 26 ans)   | 14,00 €                    | 20,00 €                                           |
| Billet journée            | 10,00 €                    | 15,00 €                                           |
| Abonnement mensuel        | 40,00 €                    | 60,00 €                                           |